# 堀直休
堀 直休（ほり なおやす）は、越後村松藩の第10代藩主。直寄系支流堀家10代当主。官位は従五位下、丹波守。

## 経歴
安政4年（1857年）、父の隠居により家督を相続した。藩政改革を引き続き推進したが、万延元年（1860年）に道半ばで死去した。跡を養子の直賀が継いだ。

## 系譜
父母
- 堀直央（父）
- 岩田氏 ー 側室（母）

正室
- 裕 ー 加藤泰幹の娘

子女
- 堀直儀
- 堀直張
- 柳沢徳忠正室
- 岡本正鎮室